# Koson
Koson es una localidad de Uzbekistán, en la provincia de Kashkadar.
Se encuentra a una altitud de 342 m sobre el nivel del mar. 

## Demografía
Según estimación 2010 contaba con una población de 62 560 habitantes.